# أوكتان
الأوكتان هو أحد الألكانات الهيدروكربونية، وله الصيغة البنائية CH3(CH2)6CH3. وله كثير من المتزامرات التي تختلف حسب الحسب الكمية والموقع للتقسيم في السلسلة الكربونية.
أحد هذه المتزامرات هو أيزوأوكتان (4،2،2-ثلاثي ميثيل البنتان) وهو مركب هام للغاية, يستخدم في تقييم البنزين (الذي يستخدم في محركات الاحتراق الداخلي في السيارات) حيث أنه يمثل 100 نقطة في مقياس رقم الأوكتان، بينما الهيبتان هو نقطة الصفر. وتقييمات الأوكتان هي تقييمات تستخدم في تمثيل حدوث طرقات في المحرك أثناء استخدام البترول. وكلما قل عدد الاوكتان كلما احترق الوقود داخل المحرك مبكرا (الأوكتان يسبب حدوث طرقات أقل من الهيبتان). ويتم تقدير هذا الرقم نسبة خلط كل من (4,2,2-ثلاثي ميثيل بينتان), وإنهيبتان). فمثلا 87-أوكتان يعنى أن البنزين سيكون له نفس نشبة طرقات المحرك التي تنشأ عن خليط من 87% أيزو-أوكتان, 13% هيبتان.
كما هو الوضع مع جميع الهيدروكربونات ذات الوزن الجزيئي المنخفض, فإن الأوكتان ومتزامراته شديدة القابلية للاحتراق.

## وصلات خارجية
- شهادة بيانات أمان المواد – أوكتان
- أوكتان[وصلة مكسورة]